# Идеомоторный акт
Идеомото́рный акт (эффект Карпентера) — переход представления о сокращении мышц в реальное выполнение этого движения (иначе говоря, появление нервных импульсов, обеспечивающих движение, как только возникает представление о нём). От др.-греч. ἰδέα — идея, образ, а также лат. motor — приводящий в движение и actus — движение, действие. Идеомоторные акты являются непроизвольными, неосознаваемыми и, как правило, имеют слабо выраженные пространственные характеристики. Принцип идеомоторных актов был открыт в XVIII в. английским врачом Д. Гартли и разработан английским психологом В. Карпентером. Дальнейшие исследования показали, что движения, сопровождающие процесс представления движений, не всегда можно отнести к классу непроизвольных и что мышечные сокращения, вызывающие данные движения, могут быть осознаваемы.